# Gare de Thicket Portage
La  gare de Thicket Portage à Thicket Portage est desservie par Via Rail Canada. C'est une gare sans personnel. Il y a 3 trains par semaine, dans chaque direction.